# Superjail!
Superjail! är en amerikansk tecknad TV-serie producerad av Augenblick Studios och visas på Adult Swim, efter amerikanska Cartoon Network. Den första säsongen kom 2007 och den andra säsongen sändes under 2011. Den tredje säsongen sändes under 2012 och den fjärde under 2014.

## Fotnoter
1. ↑  hämtat från: spanskspråkiga Wikipedia.[källa från Wikidata]